# Gas natural comprimit
|  | Per a altres significats, vegeu «gas natural (desambiguació)». |

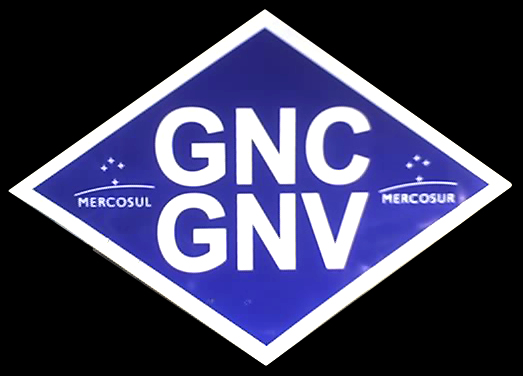
Símbol d'ús obligatori que identifica les actuacions propulsats per GNC en el Mercosur.

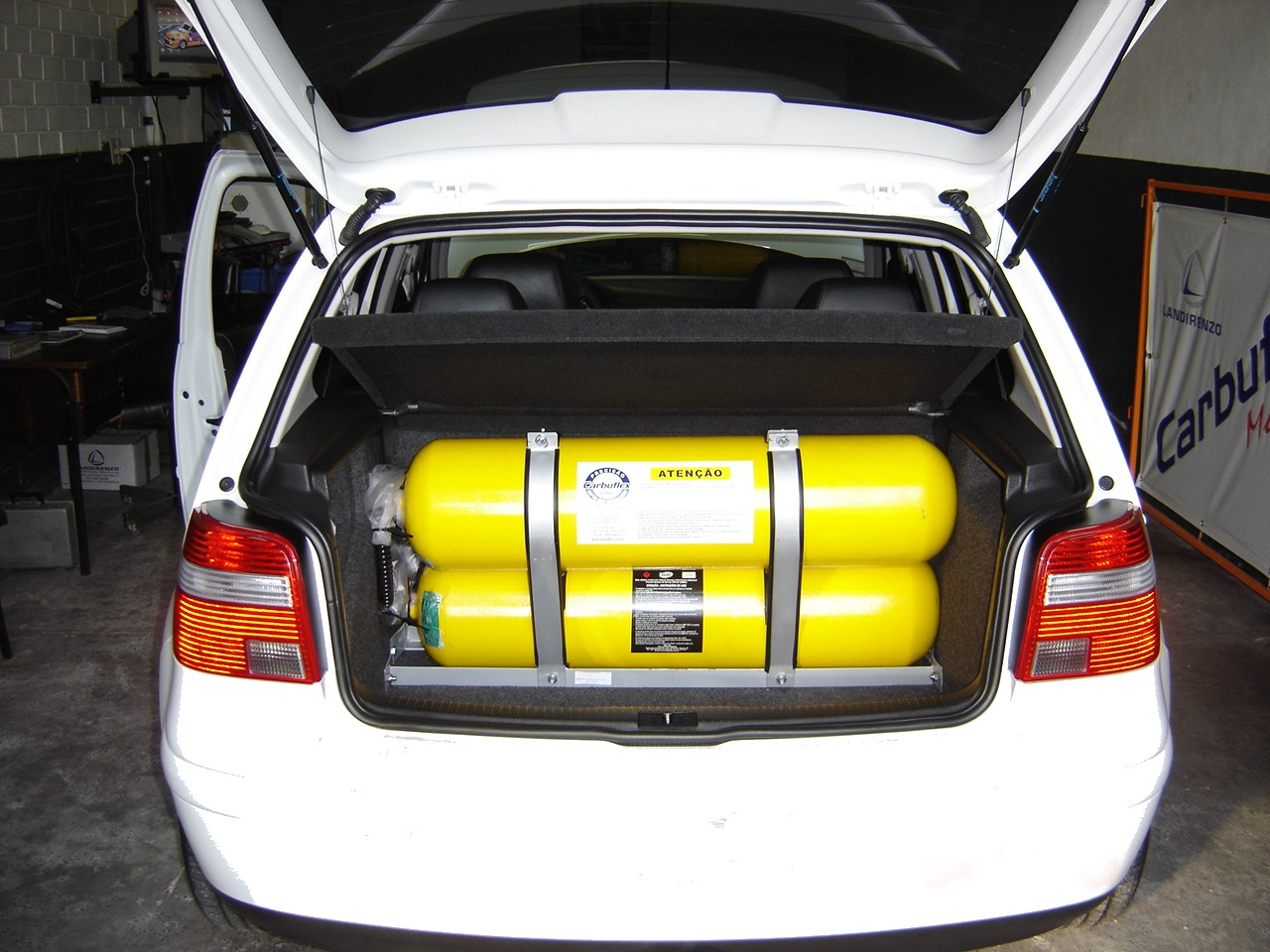
Cilindres d'emmagatzematge de GNC.

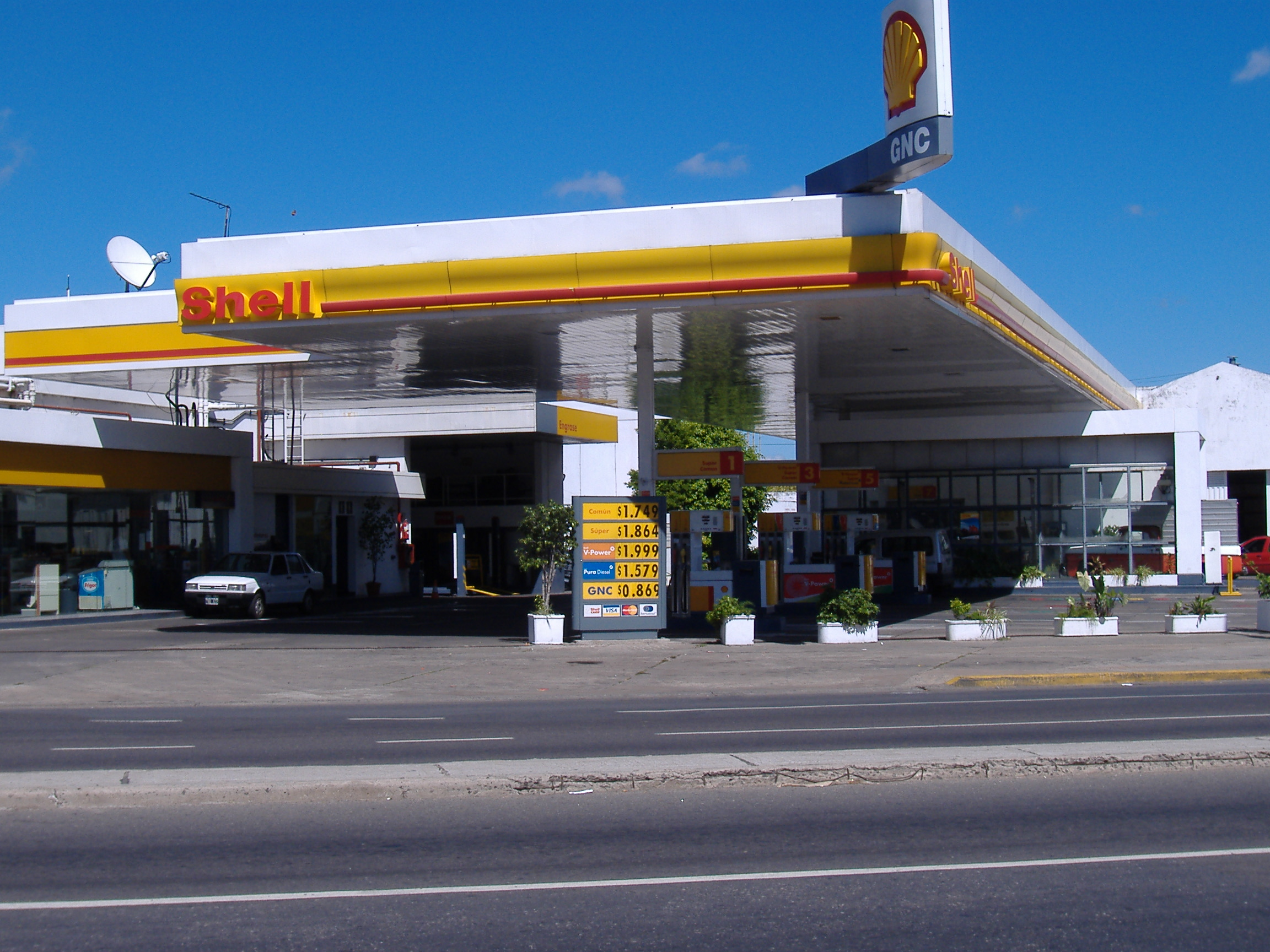
Estació de servei de GNC en Rosario, Argentina.

El  gas natural comprimit, més conegut per les sigles  GNC , és un combustible per a ús vehicular que, per ser econòmic i ambientalment net, és considerat una alternativa sostenible per a la substitució de combustibles líquids. S'utilitza indistintament els termes gas natural comprimit i gas natural vehicular (GNV).

## Característiques
El GNC és essencialment gas natural emmagatzemat a altes pressions, habitualment entre 200 i 250 bar, segons la normativa de cada país.
Aquest gas natural és principalment metà, que en tenir un alt índex d'hidrogen per carboni (4) produeix menys CO₂ per unitat d'energia lliurada, en comparació amb altres hidrocarburs més pesats (amb més àtoms de carboni i una ràtio H/C menor).

## El GNC a l'Argentina
A l'Argentina l'ús d'aquest tipus de combustible està àmpliament difós (fins al 2007 el país se situava primer en el rànquing mundial de vehicles amb GNC), arribant a formar part de més del 20% del total del parc automotor. La seva àmplia difusió es deu en gran part a l'alta disponibilitat del gas natural com a recurs natural al país i els alts preus dels combustibles líquids. Existeix un desenvolupament local moderadament alt de tecnologia relacionada amb la implementació d'aquest tipus de conversions, ja que els motors de molts dels automòbils en venda al país són fabricats per al seu ús exclusiu amb combustibles tradicionals, de manera que la conversió s'ha de realitzar posteriorment a la compra de la unitat.
El GNC es va començar a utilitzar a l'Argentina a mitjans dels anys 80 gràcies a la implementació d'un pla nacional de substitució de combustibles líquids, durant el govern de Raúl Alfonsín.